# Juan Antonio Ribera

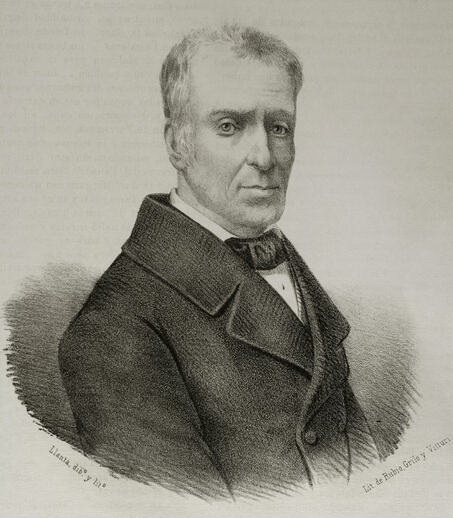
Juan Antonio Ribera

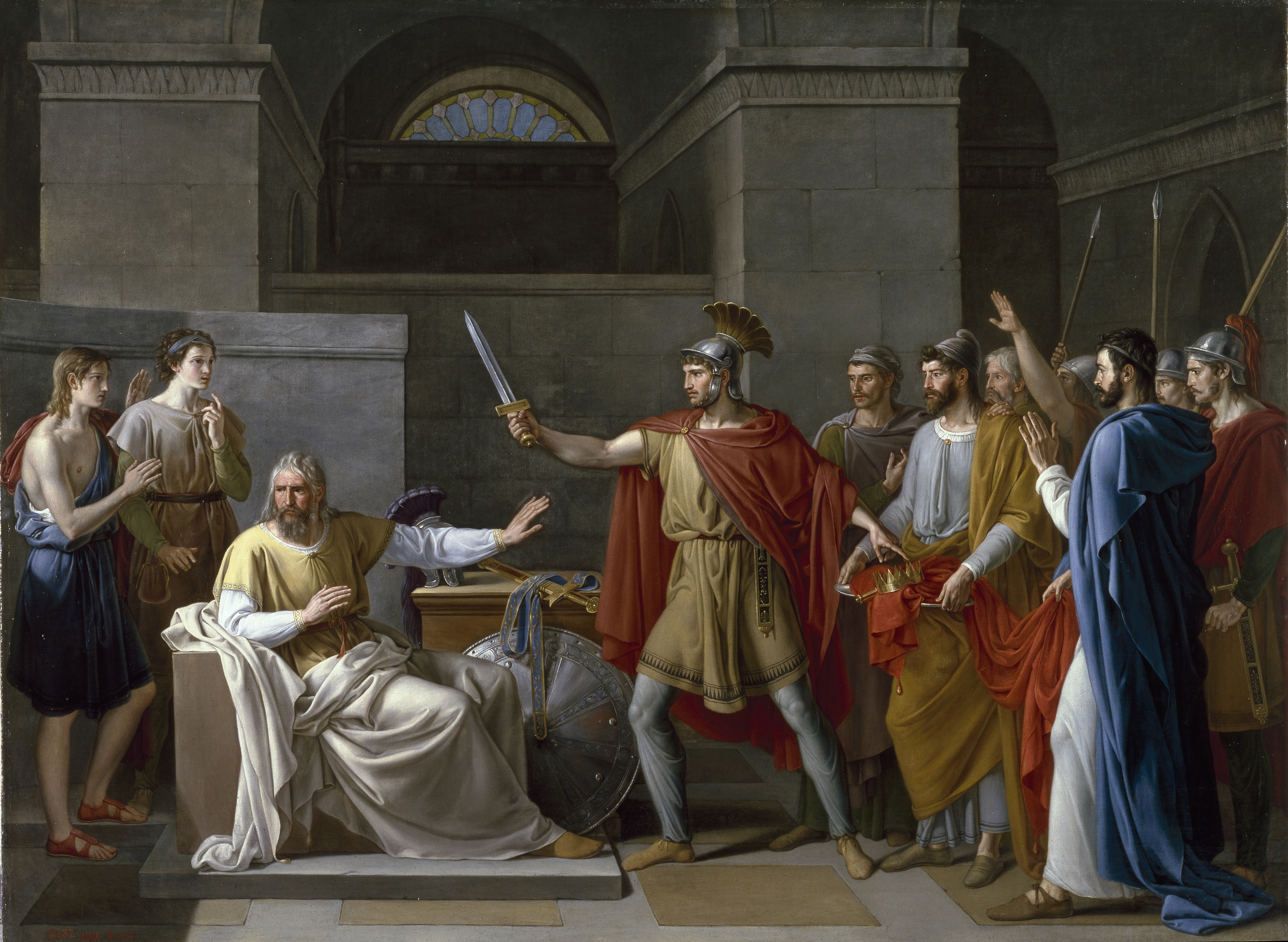
Juan Antonio Ribera 1819: Wamba verzichtet auf die Krone

Juan Antonio Ribera (* 27. Mai 1779 in Madrid; † 15. Juni 1860 ebenda) war ein spanischer Historien- und Porträtmaler. Neben José de Madrazo y Agudo und José Aparicio (1773–1838) gilt er als einer der namhaften spanischen Maler des Klassizismus.

## Leben
Juan Antionio Ribera, der Sohn eines in Madrid unbekannten Malers aus Navalcarnero, erlernte sein Handwerk an der Madrider Real Academia de Bellas Artes de San Fernando bei Francisco Bayeu. Im jährlichen Wettbewerb der Academia errang er im Jahr 1802 mit einer Kopie von Raffaels Kreuztragung Christi einen ersten Preis. Mit dem Preisgeld ging er in Paris bei Jacques-Louis David in die Lehre und kehrte nach sechs Jahren zurück. Während der Napoleonischen Kriege hielt er sich mit der Porträtierung russischer Adliger wirtschaftlich über Wasser. Einem Ruf nach Russland folgte er nicht, sondern ging 1811 mit Karl IV. ins römische Exil. Dort wurde Juan Antionio Ribera Mitglied der Accademia di San Luca.
Im März 1814 kehrte König Ferdinand VII., der fünf Jahre auf Schloss Valençay unter dem „Schutz“ Napoleons gestanden hatte, nach Spanien zurück. Der König ernannte Ribera 1816 zum Hofmaler. Letzterer blieb aber noch in Rom und kehrte erst 1818 nach Madrid zurück. Daheim schuf er 1825 ein Deckengemälde im Museo del Prado. 1827 war er Direktor der oben erwähnten Real Academia de Bellas Artes de San Fernando. 1857 wurde er Direktor des Museo del Prado.
Juan Antionio Ribera heiratete in seinen Pariser Jahren Mademoiselle Emilia Fievée de Richy. Beider Sohn Carlos Luis de Ribera y Fieve (1815–1891) trat später in die Fußstapfen des Vaters.